# Energia dels aliments
L'energia dels aliments és l'energia endosomàtica específica dels aliments que es fa disponible en el seu metabolisme (respiració cel·lular) dins del cos. A la Unió Europea es proporciona la informació oficialment en unitats kJ d'energia per cada 100 grams d'aliment, però per tradició encara es fan servir també les calories
Per determinar el valor de l'energia termodinàmica s'utilitza un calorímetre on l'aliment es crema. Hi ha diferències entre el poder calorífic (tèrmic) i el valor energètic fisiològic, ja que en els aliments hi ha parts no digeribles que no aporten calories al cos i sobretot dins del cos els aliments no es cremen pas com els combustibles. Nutricionalment, no només cal energia per a alimentar-se amb una dieta sana, això serien calories buides, el cos necessita també proveir-se de substàncies que no té i no pot fabricar, a més d'aigua (que no té energia) i altres nutrients.
Es considera que un home entre els 20 i 25 anys amb un pes de 68 kg i amb activitat física moderada necessita unes 3.100 calories al dia, mentre una dona d'edat i condicions similars de 55 kg de pes necessita 2.410 calories.

## Taula d'energia dels aliments
| Categoria d'aliment                                 | Contingut energètic en kJ / 100 g | Contingut energètic en kcal / 100 g |
| --------------------------------------------------- | --------------------------------- | ----------------------------------- |
| Pa                                                  | 795–1045                          | 190–250                             |
| Fideus, Arròs (sense coure)                         | 1465                              | 350                                 |
| Patates, Moresc, fesols, Llentia (seques)           | 315–630                           | 75–150                              |
| Verdura (crua)                                      | 105–167                           | 25–40                               |
| Carn (crua)                                         | 835–1130                          | 200–270                             |
| Peix (cru)                                          | 335–835                           | 80–200                              |
| Aviram                                              | 335                               | 80                                  |
| Oli                                                 | 3430–3810                         | 820–910                             |
| Mel                                                 | 1390                              | 332                                 |
| Cacau (parcialment desgreixat)                      | 1885                              | 450                                 |
| Llet (segons el contingut en greix)                 | 193–268                           | 46–64                               |
| Begudes comercials de cola, de taronja o de llimona | 188–250                           | 45–60                               |
| Suc de fruites                                      | 167–230                           | 40–55                               |
| Cervesa (Pilsen)                                    | 200                               | 48                                  |
| Fruita/Petits fruits                                | 188–272                           | 45–65                               |
| Banana                                              | 400                               | 95                                  |
| Fruits secs                                         | 2090–2635                         | 500–630                             |
| Galetes                                             | 1255–1885                         | 300–450                             |
| Xocolata amb llet                                   | 2345                              | 560                                 |
| Gelees                                              | 1255–1465                         | 300–350                             |

## Per components bàsics segons la UE
Segons la Directiva 496/90 CEE d'etiquetatge d'aliments:
| Component bàsic                                                | Contingut energètic en kJ / g | Contingut energètic en kcal / g |
| -------------------------------------------------------------- | ----------------------------- | ------------------------------- |
| Carbohidrats                                                   | 17                            | 4                               |
| Poliols                                                        | 10                            | 2,4                             |
| Proteïna                                                       | 17                            | 4                               |
| Greix                                                          | 37                            | 9                               |
| Etanol (Alcohol)                                               | 29                            | 7                               |
| Àcids orgànics                                                 | 13                            | 3                               |
| Salatrims (molècules de cadena llarga i curta de triglicèrids) | 25                            | 6                               |
| Fibra alimentària                                              | 8                             | 2                               |
| Eritritol                                                      | 0                             | 0                               |